# Сорокопуд тигровий
Сорокопуд тигровий (Lanius tigrinus) — вид горобцеподібних птахів родини сорокопудових (Laniidae).

## Поширення
Вид поширений в Східній Азії (Східний Китай, Корея, Японія, Приморський край Росії). На зимівлю мігрує на південь Китаю, до Таїланду, Малайзії, Індонезії. Мешкає у листяних і змішаних лісах, парках і садах.

## Опис
Невеликий птах, 17—19 см завдовжки і вагою 27—37 г. Це птахи з масивною і стрункою статурою, великою овальною та подовженою головою, міцним гачкуватим дзьобом, округлими крилами, короткими й міцними ногами та довгим квадратним хвостом. 
У самця попелясто-сірі лоб, тім'я, потилиця. Задня частина шиї, горло, груди, живіт і підхвістя кремово-білі. Крила і хвіст іржого забарвлення. Від основи дзьоба до щік проходить чорна смужка, яка утворює лицьову маску. У самиць ділянка на верхівці голови займає меншу площу і має коричневе забарвлення, чорна маска тонша й облямована зверху білуватою бровою, спина коричневого кольору без червонуватих відтінків, а черевний білий має тенденцію до бежево-пісочного.
Дзьоб синювато-сірий з чорнуватим краєм і кінчиком, ноги чорнувато-сірі, очі темно-карі.

## Спосіб життя
Трапляється поодинці або парами. Свою територію ревно захищає від конкурентів. Живиться великими комахами, рідше дрібними хребетними. Сезон розмноження триває з травня по кінець липня. Гнізда прості й чашоподібні, будується обома партнерами, розташовані між гілок дерева або колючого куща. У кладці 3—6 білуватих, рожевих або блакитних яєць, з коричнево-чорнуватими прожилками. Інкубація триває 14—16 днів. Пташенята народжуються голими й безпомічними. Здатні літати приблизно через два тижні після вилуплення, залишаючись біля гнізда ще кілька тижнів.